# Eptatretus bischoffii
Eptatretus bischoffii is een soort uit de familie der slijmprikken (Myxinidae).
1. ↑  (en) Eptatretus bischoffii op de IUCN Red List of Threatened Species.